# Tygeltärna
Tygeltärna (Onychoprion anaethetus) är en tärna i familjen måsfåglar.
Den är vida spridd i tropiska och subtropiska hav. Tillfälligt påträffas den i Europa, med bland annat två fynd i Sverige. IUCN kategoriserar den som livskraftig.

## Utseende och läten
Tygeltärnan är en medelstor tärna som mäter 37–42 cm, varav stjärtspröten mäter 8–10 cm hos den adulta fågeln och den har ett vingspann på 65–72 cm. Dess vingar, och djupt kluvna stjärt är långa och den har mörkt grå ovansida, inklusive övergump, och vit undersida. Adult fågel i häckningsdräkt har den svart hätta, nacke och kraftigt tygelstreck som sträcker sig till den svarta näbben. Den vita pannfläcken är smal och sträcker sig i en kil bakom ögat, likt ett ögonbrynsstreck. Den har också ofta ett tydligt vitt band mellan den svarta nacken och den grå manteln. Benen är svarta. Juvenilen har gråvattrad ovansida och ljus undersida.

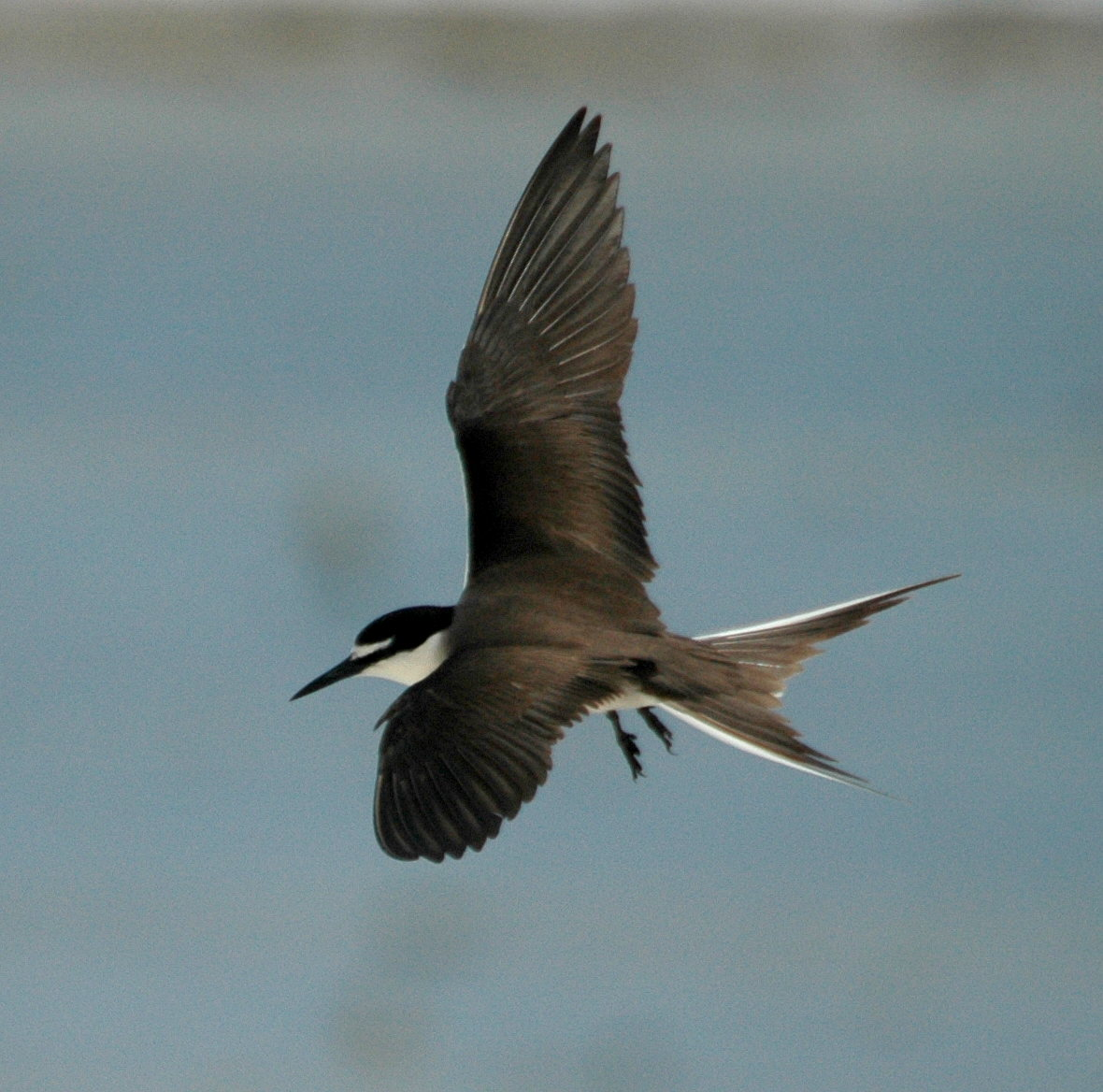
I flykten vid Lady Elliot Island, Queensland, Australien.

Den kan vara svår att särskilja ifrån sottärna (O. fuscata) och söderhavstärna (O. lunata). Den är ljusare grå på ovansidan än sottärnan men inte så ljus som söderhavstärnan, har en smalare vit pannfläck och uppvisar ibland ett ljust nackband som sottärnan och söderhavstärnan alltid saknar. För övrigt är tygeltärnan mindre än sottärnan och har ett mindre huvud, smalare vingar vilket gör att den påminner mer om fisktärnan än vad sottärnan gör. Tygeltärnan flyger även lättare och elegantare än sottärnan.
Tygeltärnans läten har liknats vid en hunds skällande, därav det engelska alternativnamnet Dog Tern. Vissa läten liknar också styltlöpare. Den har en bred repertoar, från enkla "ark" till kacklande ljud, skallrande "trrrrrrrrrrr", ett på engelska återgivet "hurry-up" likt sottärnan och mer musikaliska.

## Utbredning och systematik
Tygeltärnan är en flyttfågel som förekommer vid tropiska hav. Under vintern sprider den sig vida omkring över de tropiska haven. Idag delas tygeltärnan vanligen in i fyra underarter med följande utbredning:
- Onychoprion anaethetus melanopterus (atlanttygeltärna[8]) – häckar i tropiska Nordatlanten (Västindien, Belize och öar utanför norra Venezuela samt utmed Västafrikas kust)
- Onychoprion anaethetus antarcticus – häckar från Röda havet, Persiska viken och Indiska Oceanen österut till Maldiverna och Chagosöarna
- Onychoprion anaethetus anaethetus – häckar på Ryukyuöarna, Taiwan, Filippinerna, Indonesien och Australien
- Onychoprion anaethetus nelsoni – häckar utmed Mexikos och Centralamerikas västkust

Arten är en sällsynt gäst i Europa med fynd i Azorerna (där den häckat), Storbritannien, Frankrike, Tyskland, Grekland, Nederländerna, Spanien, Portugal, Norge, Danmark och två gånger i Sverige: Mollösund i Bohuslän 30/6–10/7 1999 samt på Getterön i Halland 5/6 2010.

### Släktestillhörighet
Tidigare placerades sottärnan i släktet Sterna, men genetiska studier visar att det är parafyletiskt i förhållande till tärnorna i Chlidonias. Tygeltärnan och dess närmaste släktingar söderhavstärna, sottärna och beringtärna har därför lyfts ut till det egna släktet Onychoprion. Dessa utgör en systergrupp till alla andra tärnor utom noddytärnorna i Anous och fetärnan.

## Ekologi
Tygeltärnan lever i utpräglade marina biotoper och häckar i kolonier på klippöar. Den placerar sitt bo direkt på marken och lägger äggen i en grund uppskrapad grop. Den födosöker genom att störtdyka efter fisk, men snappar även föda från ytan. Hanen erbjuder honan fisk som en del av uppvaktningen i inledningsskedet av häckningen.

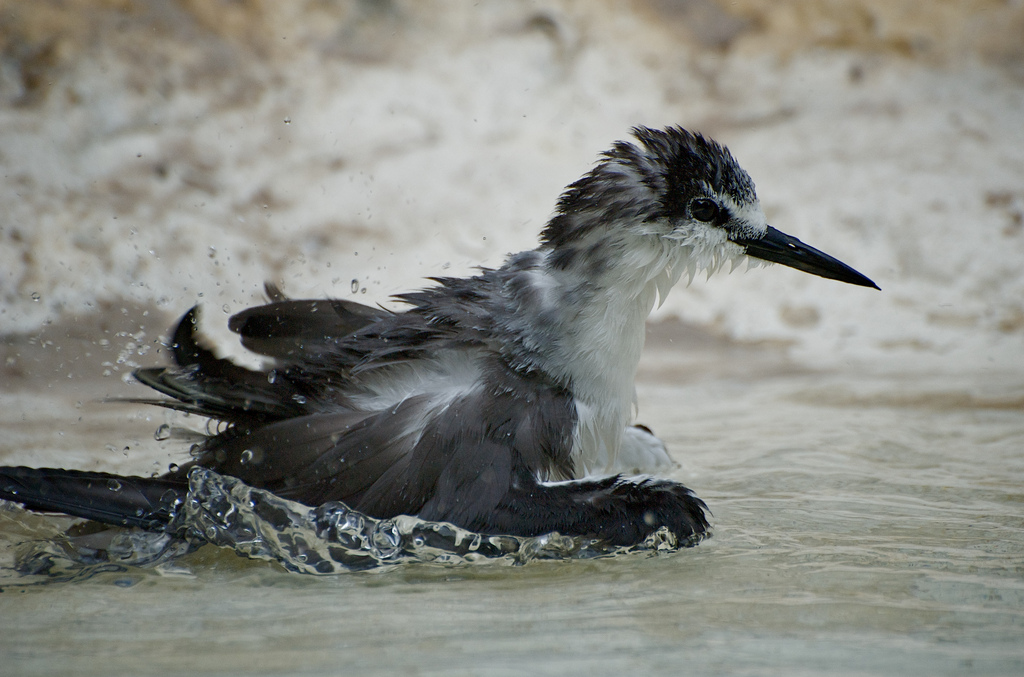
Juvenil som badar vid Perth Zoo.

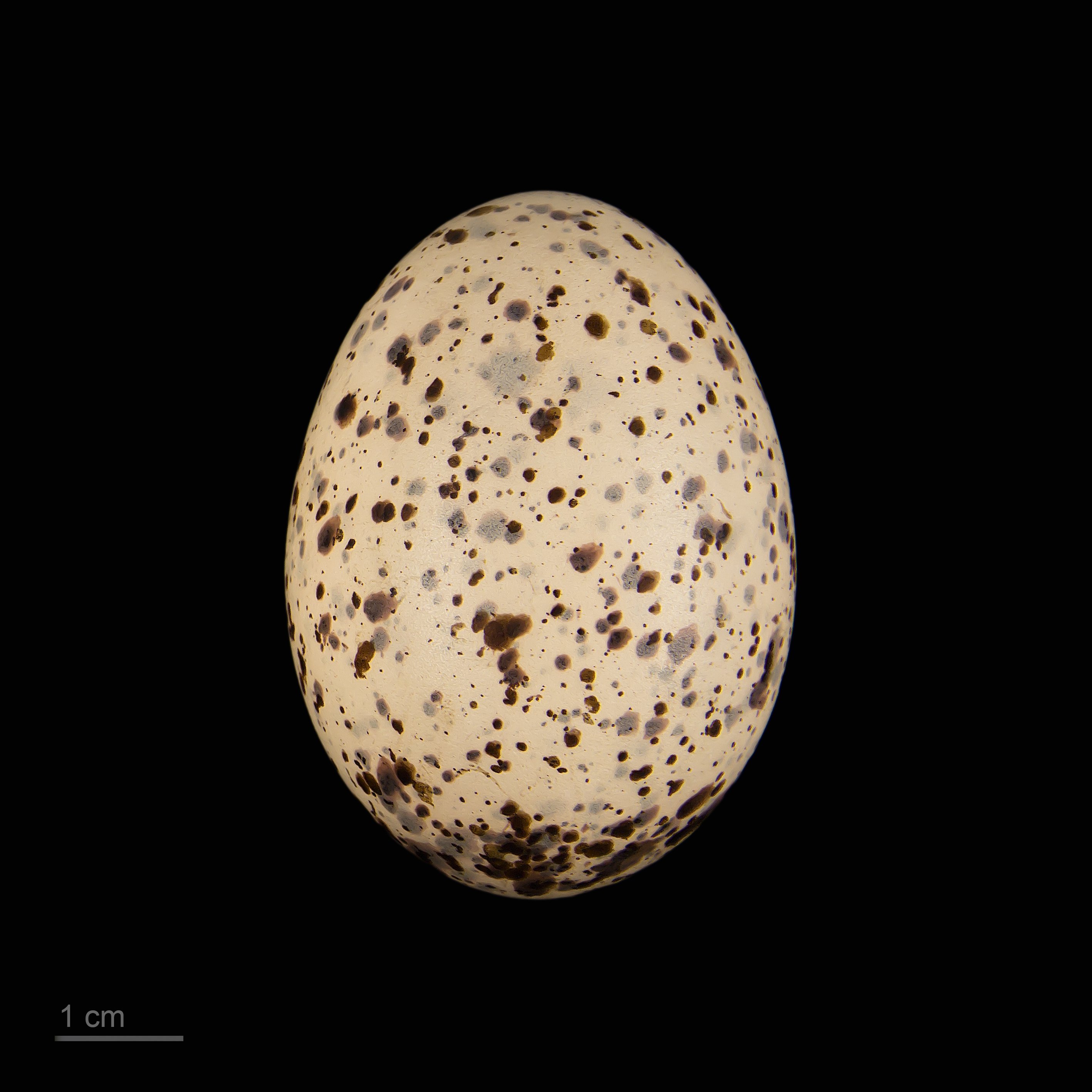
Ägg av tygeltärna, ett museispecimen.

## Status och hot
Arten har ett mycket stort utbredningsområde och stor världspopulation med oklar populationsutveckling. Internationella naturvårdsunionen IUCN kategoriserar den som livskraftig (LC). Världspopulationen uppskattas till 610 000–1,5 miljoner individer.

## Taxonomi och namn
Tygeltärnan beskrevs vetenskapligt av italienska naturforskaren Giovanni Antonio Scopoli 1786, som Sterna Anaethetus’'. Artnamnet kommer av grekiska anaisthetos, vilket betyder "dum" eller "oförnuftig". På svenska har den även kallats gråryggad sottärna.